# Улица Салиха Сайдашева (Казань)
Улица Салиха Сайдашева (тат. Салих Сәйдәшев урамы, Salix Säydäşef uramı) — улица в Вахитовском и Приволжском районах Казани. Названа в честь композитора Салиха Сайдашева.

## География
Пересекается со следующими улицами:
- улица Габдуллы Тукая
- улица Сары Садыковой[вд]
- улица Красного Пожарника[вд]
- улица Яшляр[вд]
- улица Шарифа Камала

До середины XX века пересекалась с нынешней улицей Марджани.

## История
Первоначально имела название Плетенёвская улица, по историческому району, в котором находится. 25 октября 1940 года была переименована в улицу Мазита Гафури, однако в позднейших списках улиц вновь значилась под прежним именем. Современное название присвоено 12 июня 1962 года.
До революции 1917 года  относилась к 5-й полицейской части г. Казани. В советское время улица административно относилась к 5-й части города; после введения в городе административных районов относилась к Сталинскому (с 1956 года — Приволжскому) району.

## Примечательные объекты
- № 12 — Казанский медико-инструментальный завод.
- № 13 — в этом здании располагалось правление РЖСКТ «Красный мыловар».[17]
- № 19 — жилой дом медико-инструментального завода.[18]
- № 21 — жилой дом треста «Казремстрой» (снесён).[19]

В одном из домов по улице в годы Первой мировой войны располагался госпиталь Всероссийского союза городов.